# Robert Kennedy i jego czasy
Robert Kennedy i jego czasy (ang. Robert Kennedy and His Times) – amerykański miniserial w reżyserii Marvina J. Chomsky’ego o życiu senatora Roberta Kennedy’ego.

## Obsada
| Aktor                           | Postać                                                          |
| ------------------------------- | --------------------------------------------------------------- |
| Brad Davis                      | Robert F. Kennedy                                               |
| Veronica Cartwright             | Ethel Kennedy                                                   |
| Cliff De Young                  | John F. Kennedy                                                 |
| Ned Beatty                      | J. Edgar Hoover                                                 |
| Beatrice Straight               | Rose Kennedy                                                    |
| G.D. Spradlin                   | Lyndon B. Johnson                                               |
| George Grizzard                 | John Seigenthaler Sr.                                           |
| Harris Yulin                    | Joseph McCarthy                                                 |
| Mitch Ryan                      | Robert McNamara                                                 |
| Joe Pantoliano                  | Roy Cohn                                                        |
| Jeffrey Tambor                  | Pierre Salinger                                                 |
| Jack Warden                     | Joseph P. Kennedy Sr.                                           |
| Jordan Charney                  | Arthur M. Schlesinger Jr.                                       |
| John Ericson                    | Senator                                                         |
| Danna Hansen                    | Lady Bird Johnson                                               |
| Mimi Kennedy                    | Pat Kennedy                                                     |
| Dean Santoro                    | Fred Dutton                                                     |
| Charles Bateman                 | Generał Carey                                                   |
| Juanin Clay                     | Jacqueline Kennedy Onassis                                      |
| Dorothy Fielding                | Jean Kennedy Smith                                              |
| Belita Moreno                   | Angie Novello                                                   |
| James Read                      | Teddy Kennedy                                                   |
| Dennis Redfield                 | Walter Sheridan                                                 |
| Alan Rosenberg                  | Jack Newfield                                                   |
| Hansford Rowe                   | Ron McMasters                                                   |
| Trey Wilson                     | Jimmy Hoffa                                                     |
| Natalie Gregory Betsy Baker     | Courtney Kennedy Hill (cz. 1 i 2) Courtney Kennedy Hill (cz. 3) |
| Jason Bateman                   | Joseph P. Kennedy Jr.                                           |
| Jeremy Brown                    | Matthew Kennedy                                                 |
| Shannen Doherty Rebecca Gullion | Kathleen Kennedy (cz. 1 i 2) Kathleen Kennedy (cz. 3)           |
| Chris Hebert River Phoenix      | Robert F. Kennedy Jr. (cz. 1 i 2) Robert F. Kennedy Jr. (cz. 3) |
| Steve Rumph                     | Young Joseph P. Kennedy Jr.                                     |
| Branden Williams                | David Kennedy                                                   |
| Dorothy Butts                   | Annie Lee Moss                                                  |
| Albert Hall                     | Roy Wilkins                                                     |
| Richard Kuss                    | Dave Beck                                                       |
| Wendy LaMastra                  | Joan Bennett Kennedy                                            |
| Christopher Lofton              | Stephen Edward Smith                                            |
| Elizabeth Norment               | Eunice Kennedy Shriver                                          |
| Jack Thibeau                    | Clyde Tolson                                                    |
| Barbara Allyne-Bennet           | Evelyn Lincoln                                                  |
| Shelly Lipkin                   | Robert Morgenthau                                               |
| Walter Mathews                  | Kenneth Keating                                                 |
| Bufort McClerkins               | Roosevelt Grier                                                 |
| Brent Spiner                    | Allard Lowenstein                                               |